# Bugatti La Voiture Noire
De Bugatti La Voiture Noire is een sportauto van het Franse automerk Bugatti. De naam van dit autotype, La Voiture Noire, is Frans voor de zwarte auto. Deze auto werd tentoongesteld op de Autosalon van Genève. Van de auto wordt vooralsnog slechts één exemplaar gefabriceerd. De auto kost 11 miljoen euro en is hiermee de duurste productieauto ter wereld.

## Beschrijving
De Bugatti La Voiture Noire is gemaakt van koolstofvezel en heeft zes uitlaten.
Deze auto is voorzien van designkenmerken van de Bugatti Type 57 SC Atlantic, die tussen 1936 en 1938 gebouwd werd en een topsnelheid van 220 km/u had.

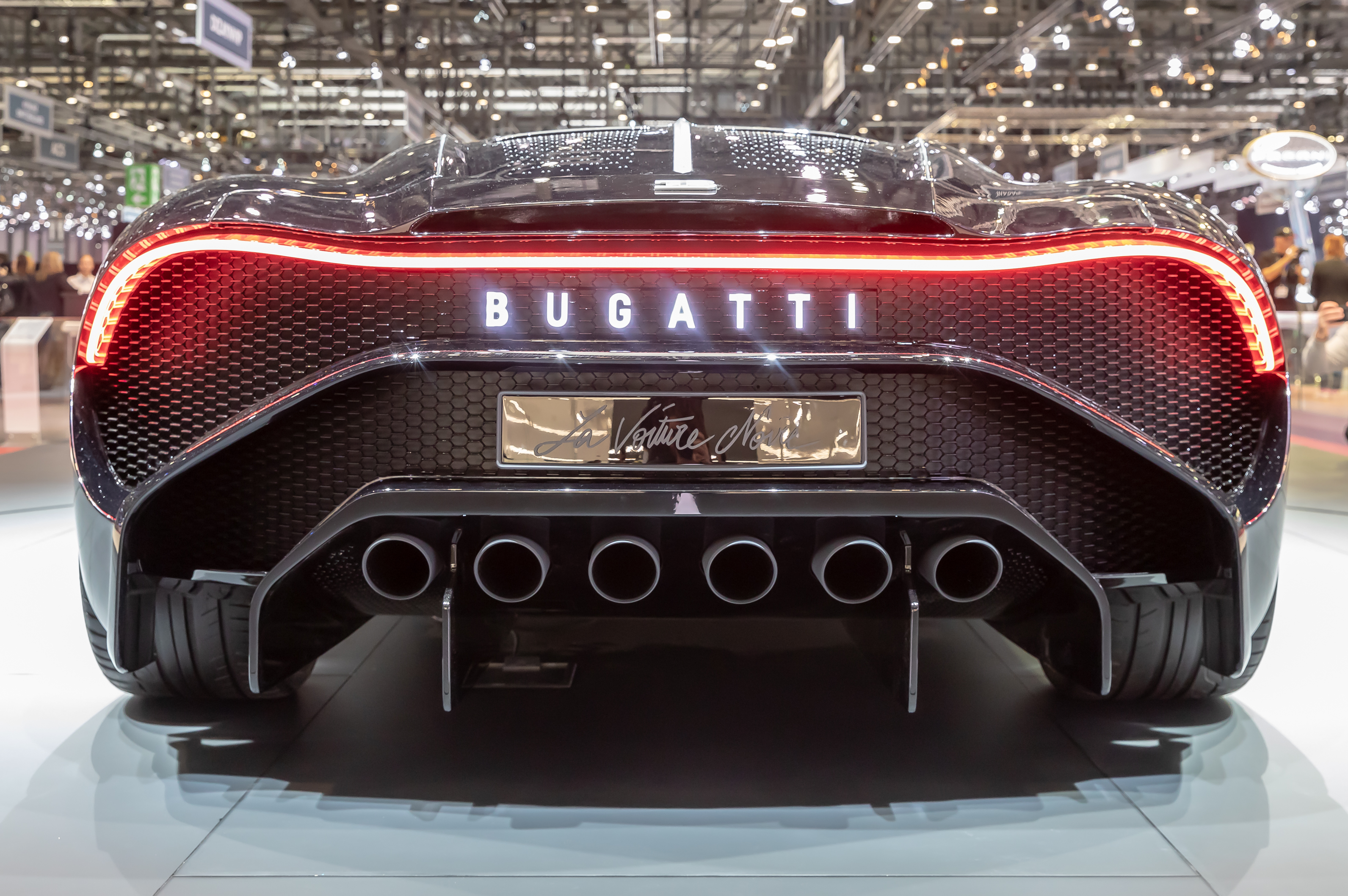
Achterkant van de Voiture Noire